# Президентський випуск

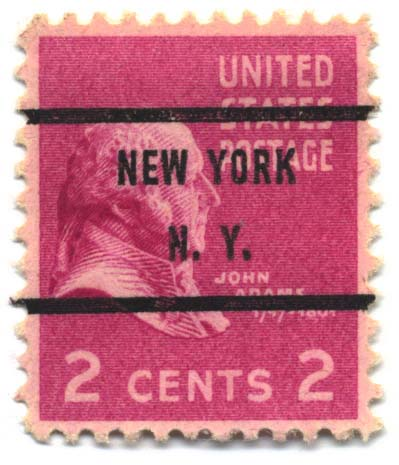
2-центова марка із зображеням Джона Адамса, 3 червня 1938 р. з попереднім гашенням

Президентський випуск, для скорочення названий «Президенти» — серія стандартних поштових марок, яка вийшла в США у 1938 році. В серії були представлені всі 29 американських президентів від Джорджа Вашингтона до Келвіна Куліджа у вигляді зображень невеликих бюстів в одному кольорі до номіналу 50 центів, і в чорно-білому кольорі з кольоровими літерами 1, 2 і 5 доларів. На додатково випущених марках були зображені Бенджамін Франклін (½ цента), Марта Вашингтон (1½ цента) і Білий дім (4½ цента).

## Конкурс дизайну
22 червня 1937 року Міністерство фінансів США оголосило про національний конкурс дизайну для нової серії поштових марок, який буде проводитись до 15 вересня 1937. До комітету, який мав обирати найкращі роботи, були запрошені люди з філателістичними знаннями і художніми здібностями, а першим 3 найкращим дизайнерам були призначені призи нас суму 500, 300 і 200 доларів відповідно. Конкурс виграла Елейн Роулінсон з Нью-Йорка, друге місце посів Чарльз Бауер з Вест-Орандж, Нью-Джерсі, а третє дісталось Едвіну Хойту Остіну з Делмару.

## Дати випуску і номери в каталогу Скотта

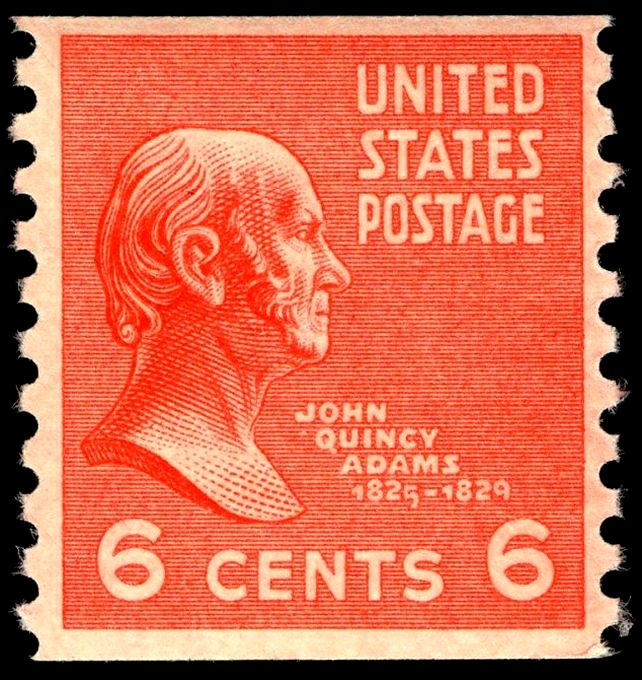
6-центова марка із зображенням Джона Квінсі Адамса

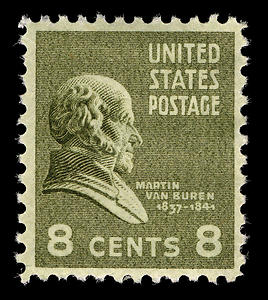
8-центова марка із зображенням Мартіна ван Бюрена

- Скотт 803 - ½¢ Бенджамін Франклін - 19 травня
- Скотт 804 - 1¢ Джордж Вашингтон - 25 квітня
- Скотт 805 - 1½¢ Марта Вашингтон - 5 травня
- Скотт 806 - 2¢ Джон Адамс - 3 червня
- Скотт 807 - 3¢ Томас Джефферсон - 16 червня
- Скотт 808 - 4¢ Джеймс Медісон - 1 липня
- Скотт 809 - 4½¢ Білий дім - 11 липня
- Скотт 810 - 5¢ Джеймс Монро - 21 липня
- Скотт 811 - 6¢ Джон Квінсі Адамс - 28 липня
- Скотт 812 - 7¢ Ендрю Джексон - 4 серпня
- Скотт 813 - 8¢ Мартін ван Бюрен - 11 серпня
- Скотт 814 - 9¢ Вільям Генрі Гаррісон - 18 серпня
- Скотт 815 - 10¢ Джон Тайлер - 2 вересня
- Скотт 816 - 11¢ Джеймс Нокс Полк - 8 вересня
- Скотт 817 - 12¢ Закарі Тейлор - 14 вересня
- Скотт 818 - 13¢ Міллард Філлмор - 22 вересня
- Скотт 819 - 14¢ Франклін Пірс - 6 жовтня
- Скотт 820 - 15¢ Джеймс Б'юкенен - 13 жовтня
- Скотт 821 - 16¢ Авраам Лінкольн - 20 жовтня
- Скотт 822 - 17¢ Ендрю Джонсон - 27 жовтня
- Скотт 823 - 18¢ Улісс Грант - 3 листопада
- Скотт 824 - 19¢ Резерфорд Хейз - 10 листопада
- Скотт 825 - 20¢ Джеймс Гарфілд - 10 листопада
- Скотт 826 - 21¢ Честер Алан Артур - 22 листопада
- Скотт 827 - 22¢ Гровер Клівленд - 22 листопада
- Скотт 828 - 24¢ Бенджамін Гаррісон - 2 грудня
- Скотт 829 - 25¢ Вільям Маккінлі - 2 грудня
- Скотт 830 - 30¢ Теодор Рузвельт - 8 грудня
- Скотт 831 - 50¢ Вільям Говард Тафт - 8 грудня
- Скотт 832 - $1 Вудро Вільсон - 29 серпня
- Скотт 833 - $2 Воррен Гардінг - 29 вересня
- Скотт 834 - $5 Калвін Кулідж - 17 листопада